# Forte de Chicova
O Forte de Chicova foi uma sucessão de fortificações coloniais portuguesas situadas na região de Chicoa (Chicova/Chikowa) em Tete, Moçambique, junto às margens do rio Zambeze. As atividades portuguesas nesta região do Zambeze estão relacionadas com a procura de minas de prata.
A primeira destas fortificações terá sido erguida em maio ou junho de 1576. Vasco Fernandes Homem, que havia sucedido a Francisco Barreto na expedição de "conquista" do Império Monomotapa, deixa, por essa altura, 200 homens em Chicova, sob comando de António Cardoso de Almeida. Este constrói um forte, mas sem conseguirem comprar mantimentos aos locais, saem do forte e são dizimados.
Em 1614 é construído o Forte de São Miguel de Chicova, por Diogo Simões Madeira, mais uma vez relacionado com a procura de minas de prata. No entanto, este é abandonado em agosto de 1616, quando o Simões Madeira abandona a região de Chicova, temendo ataques pelo mutapa (rei de Monomotapa).
Há a possibilidade de ter havido um terceiro forte português ou uma mera guarnição, que terá sido retirada em 1680, com autorização de Goa.
 Por esta altura, Teodósio Garcia seria "capitão de Chicova".